# Krikor Mekhitarian
Pour les articles homonymes, voir Mekhitarian.
Krikor Mekhitarian est un joueur d'échecs brésilien d'origine arménienne né le 15 novembre 1986 à São Paulo.
Au 1er juillet 2021, il est le quatrième joueur brésilien avec un classement Elo de 2 554 points.

## Biographie et carrière
Grand maître international depuis 2010 et champion du Brésil en 2012 et 2015, Krikor Mekhitarian a représenté le Brésil lors de la Coupe du monde d'échecs 2019 (battu au premier tour par Dmitri Andreïkine). Il a joué dans l'équipe du Brésil lors de quatre olympiades (en 2010, 2012, 2014 et 2018).
En 2012 et 2014, il finit huitième du championnat panaméricain d'échecs avec 8 points marqués en onze rondes. En 2019, il finit septième du championnat panaméricain avec le même score.